# Fiat Croma (1985)
O Fiat Croma (Type 154) era um liftback de cinco portas produzido pela Fiat entre 1985 e 1996. Foi desenhado por Giorgetto Giugiaro na Italdesign, e baseado na plataforma Type Four, usada cooperativamente com o Saab 9000, Lancia Thema e Alfa Romeo 164.
Lançado em dezembro de 1985, foi comercializado no segmento D (familiares), substituindo o Argenta na linha Fiat. O Croma foi o primeiro carro do segmento D produzido pela Fiat a apresentar motor transversal e tração dianteira.

## Reestilização

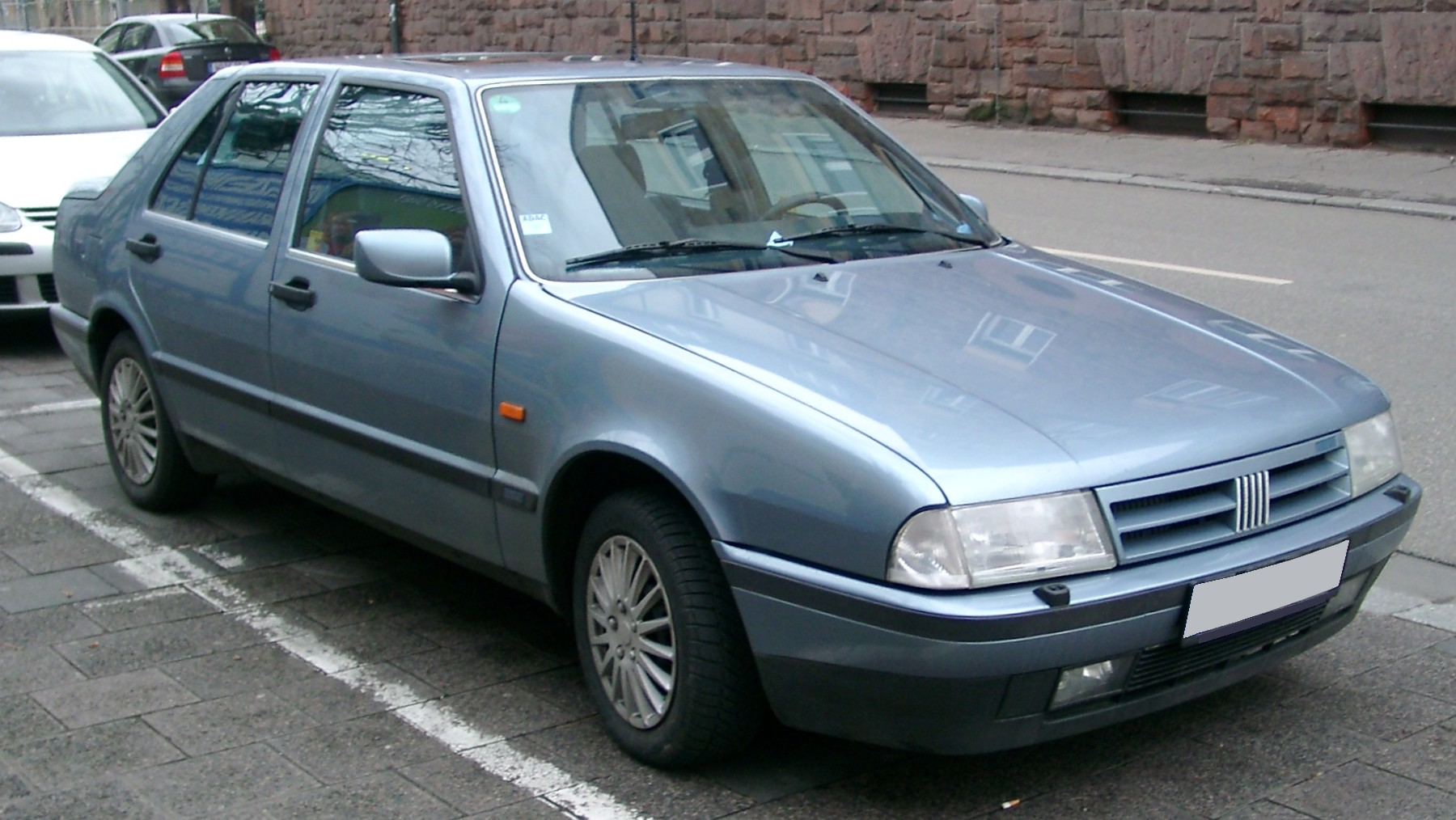
Fiat Croma (após a reestilização de 1991).

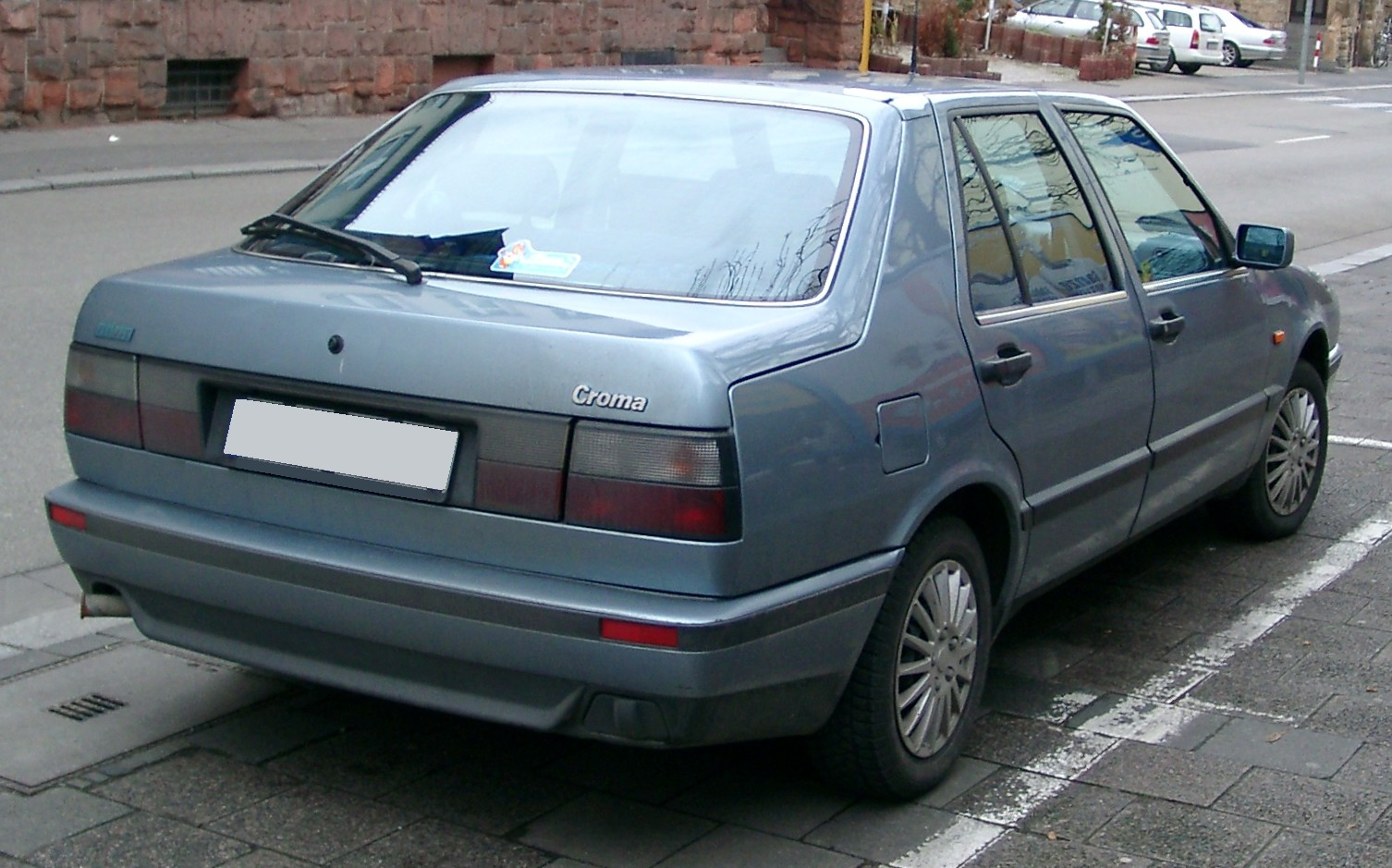
Vista traseira (reestilização de 1991)

O Croma recebeu uma reestilização leve em 1988, mostrada pela primeira vez em Frankfurt em setembro de 1987. O plástico preto entre as lanternas traseiras agora era estriado em vez de liso, a parte inferior dos pára-choques era da cor da carroceria e os piscas recebiam vidro transparente em vez de âmbar.
A aparência frontal recebeu algumas outras modificações leves para alinhá-la com a do Tipo recentemente apresentado.
Uma reestilização mais significativa foi lançada em janeiro de 1991, com um novo design frontal, incluindo alterações nas luzes, pára-choques, grade e alterações nas chapas metálicas nos paralamas e no capô. Ainda em 1991, o motor diesel de injeção direta foi equipado com turboalimentador de geometria variável ("VNT"). Outra reestilização foi lançada em junho de 1993.
A produção terminou em dezembro de 1996 e a Fiat deixou o segmento D. O Fiat Marea de segmento C, baseado no Bravo/Brava, estreou ao mesmo tempo que o cancelamento do Croma.

## Motores
O Croma estava disponível com uma variedade de motores a gasolina e diesel, a maioria das unidades a gasolina provenientes da família de motores Twin Cam da Fiat.
Os modelos básicos tinham um motor de came único de 1585 cc quatro com 83 hp (61 kW) e o motor "Controlled High Turbulence" (CHT) de 1995 cc, 90 hp (66 kW), seguido por dois motores de came duplo de 2,0 litros com injeção eletrônica, um com 120 cv (88 kW) e a outra versão turboalimentada e intercooler com 155 cv (114 kW).
A última unidade a gasolina V6 de 2,5 L era da Alfa Romeo, mas, tal como acontece com o motor 1,6 L, não estava disponível em todos os mercados. O 2.0 CHT foi projetado especificamente para proporcionar baixo consumo de combustível sob cargas leves e médias, graças a dois coletores de admissão separados de diâmetros diferentes.
O Fiat Croma foi o primeiro automóvel de passeio do mundo a ter motor Diesel de injeção direta (Turbo D i.d.), colocado à venda em 1988. O 1.9 L equipado com turboalimentador com injeção direta produz 92 cv (68 kW). A ela se juntou a unidade de 2.499 cc fornecida pela Iveco, com uma versão normalmente aspirada com 75 cv (55 kW) e uma turboalimentada com 115 cv (85 kW). A última versão substituiu o original de 2.446 cc por 100 cv (74 kW).

### Gasolina
| Modelo     | Motor       | Cilindradas | Potência        |
| ---------- | ----------- | ----------- | --------------- |
| 1.6        | I4 SOHC 8V  | 1585 cc     | 83 hp (61 kW)   |
| CHT        | I4 DOHC 8V  | 1995 cc     | 90 hp (66 kW)   |
| CHT        | I4 DOHC 8V  | 1995 cc     | 101 hp (74 kW)  |
| i.e.       | I4 DOHC 8V  | 1995 cc     | 113 hp (83 kW)  |
| i.e.       | I4 DOHC 8V  | 1995 cc     | 115 hp (85 kW)  |
| i.e.       | I4 DOHC 8V  | 1995 cc     | 120 hp (88 kW)  |
| i.e. 16V   | I4 DOHC 16V | 1995 cc     | 137 hp (101 kW) |
| i.e. Turbo | I4 DOHC 8V  | 1995 cc     | 150 hp (110 kW) |
| i.e. Turbo | I4 DOHC 8V  | 1995 cc     | 155 hp (114 kW) |
| V6         | V6 SOHC 12V | 2492 cc     | 160 hp (118 kW) |

### Diesel
| Modelo       | Motor      | Cilindradas | Potência       |
| ------------ | ---------- | ----------- | -------------- |
| Turbo D i.d. | I4 SOHC 8V | 1929 cc     | 92 hp (68 kW)  |
| Diesel       | I4 SOHC 8V | 2499 cc     | 75 hp (55 kW)  |
| Turbo Diesel | I4 SOHC 8V | 2446 cc     | 100 hp (74 kW) |
| 2500 TD      | I4 SOHC 8V | 2499 cc     | 101 hp (74 kW) |
| 2500 TD      | I4 SOHC 8V | 2499 cc     | 115 hp (85 kW) |
| 2500 TDE     | I4 SOHC 8V | 2499 cc     | 105 hp (77 kW) |